# Yftisita-(Y)
La yftisita-(Y) és un mineral de la classe dels silicats. El seu nom deriva de la seva composició: itri (Y), fluor (F), titani (Ti) i silici (Si).

## Característiques
La yftisita-(Y) és un silicat de fórmula química (Y,Dy,Er)₄(Ti,Sn)(SiO₄)₂O(F,OH)₆. Cristal·litza en el sistema ortoròmbic. La seva duresa a l'escala de Mohs és 3,5 a 4. Es tracta d'un mineral desacreditat actualment per l'Associació Mineralògica Internacional, però aparentment vàlida des que va ser reportada una nova determinació de la seva estructura cristal·lina. Es tracta d'una espècie idèntica a la posteriorment descrita mieïta-(Y).
Segons la classificació de Nickel-Strunz, la yftisita-(Y) pertany a «09.AG: Estructures de nesosilicats (tetraedres aïllats) amb anions addicionals; cations en coordinació > [6] +- [6]» juntament amb els següents minerals: abswurmbachita, braunita, neltnerita, braunita-II, långbanita, malayaïta, titanita, vanadomalayaïta, natrotitanita, cerita-(Ce), cerita-(La), aluminocerita-(Ce), trimounsita-(Y), sitinakita, kittatinnyita, natisita, paranatisita, törnebohmita-(Ce), törnebohmita-(La), kuliokita-(Y), chantalita, mozartita, vuagnatita, hatrurita, jasmundita, afwillita, bultfonteinita, zoltaiïta i tranquillityita.

## Formació i jaciments
Va ser descoberta al jaciment de terres rares d'El'ozero, al massís de Western Keivy, a la península de Kola (óblast de Múrmansk, Rússia). També ha estat trobada a Ohkueyama, a la prefectura de Miyazaki (Regió de Kyushu, Japó), al massís Verkhnee Espe (Kazakhstan) i a Ytterby (Uppland, Suècia).